# Мендельсон, Курт
Курт Альфред Георг Мендельсон (нем. Kurt Alfred Georg Mendelssohn; 7 января 1906 — 18 сентября 1980) — немецко-британский физик в области низких температур. Член Лондонского королевского общества, лауреат медали Хьюза 1967 года.

## Биография
Родился 7 января 1906 года в Берлине. Единственный ребёнок в семье Эрнста Морица Мендельсона и его жены Элизабет (Рупрехт). Получил докторскую степень в Берлинском университете, который окончил в 1930 году. В 1933 году, после прихода к власти нацистов, как и многие, был вынужден покинуть страну и переехать в Англию. С 1933 года работал в Оксфордском университете. В 1951 году избран членом Королевского общества.
В 1974 году опубликовал работу «Загадки пирамид». В ней он утверждал, что пирамиды в Медуме и Дахшуре строились одновременно, но после обрушения первой пришлось срочно изменить угол наклона второй, когда та уже была наполовину построена. Исходя из этого заключения, далее Мендельсон сумел разработать целую теорию. К примеру, он предполагал, что пирамиды строились в качестве кенотафов, а не гробниц. Данная теория не получила широкого признания со стороны египтологов, но сама книга является отличным пособием по детальному изучения пирамид.
Умер 18 сентября 1980 года в Оксфорде.

## Научные заслуги
Изучал свойства жидкого гелия. Совместно с Джоном Даунтом в 1939 году обнаружил механокалорический эффект в гелии, измерил толщину поверхностной плёнки жидкого гелия, исследовал её теплопроводность. В 1950-е показал, что энтропия сверхтекучей компоненты гелиевой плёнки равна нулю. Разработал эффективный метод определения дефектов решетки в твердых телах. Постулировал существование энергетической щели для возбуждённых состояний, вносящих вклад в электронную теплоемкость.

## Основные работы
- Загадки пирамид // Thames & Hudson, 1974; Sphere Cardinal Edition, 1976.
- На пути к абсолютному нулю // McGraw-Hill, 1966.
- Китай теперь
- Мир Вальтера Нерста
- Наука и доминирование Запада // Thames & Hudson, 1976.
- Прогресс в криогенике
- Физика низких температур